# Volvulella cylindrica
Volvulella cylindrica är en snäckart som först beskrevs av Carpenter 1864.  Volvulella cylindrica ingår i släktet Volvulella och familjen Retusidae. Inga underarter finns listade i Catalogue of Life.